# スウィートパーティー・コレクション
スウィートパーティー・コレクション（Sweet Party Collection）は、東京ディズニーランドおよび東京ディズニーシーで販売されているシリーズ商品である。

## 概要
この商品はチョコレートクリーム入りクッキーとミッキーマウスやミニーマウスなどのディズニーキャラクターのフィギュアがセットになっている商品（いわゆる食玩）である。
ディズニーキャラクターは東京ディズニーランドおよび東京ディズニーシーの様々なキャストのコスチュームを着ている。また、フィギュアにはチェーンが付いており、アクセサリーとしても使用できる。
各パークで5種類ずつ販売するが、そのうちミッキーマウス、ミニーマウス、ドナルドダック、デイジーダックは固定キャラクターでもう1つはパークやそれぞれのシリーズにより異なるキャラクターとなっている。

## 商品
それぞれのラインナップで東京ディズニーランド5種類、東京ディズニーシー5種類の全10種類を販売する。

### 第1弾　「スウィートパーティー・コレクション 1st Stage」

#### 東京ディズニーランド
- ミッキーマウス　（ジャングルクルーズ）
- ミニーマウス　（バルーンベンダー）
- ドナルドダック　（カリブの海賊）
- デイジーダック　（パン・ギャラクティック・ピザ・ポート）
- チップ&デール　（ビーバーブラザーズのカヌー探険）

#### 東京ディズニーシー
- ミッキーマウス　（ディズニーシー・エレクトリックレールウェイ）
- ミニーマウス　（スリーピーホエール・ショップ）
- ドナルドダック　（海底2万マイル）
- デイジーダック　（ジャンピン・ジェリーフィッシュ）
- プルート　（レイジングスピリッツ）

### 第2弾　「スウィートパーティー・コレクション Vol.2」

#### 東京ディズニーランド
- ミッキーマウス　（スペース・マウンテン）
- ミニーマウス　（ホーンテッドマンション）
- ドナルドダック　（ジョリートロリー）
- デイジーダック　（ガイドツアーキャスト）
- ヒューイ・デューイ・ルーイ　（ヒューイ・デューイ・ルーイのグッドタイム・カフェ）

#### 東京ディズニーシー
- ミッキーマウス　（ストームライダー）
- ミニーマウス　（バルーンベンダー）
- ドナルドダック　（ヴェネツィアン・ゴンドラ）
- デイジーダック　（ガイドツアーキャスト）
- グーフィー　（マジックランプシアター）

## 販売場所
東京ディズニーランドでは「ワールドバザール・コンフェクショナリー」、東京ディズニーシーでは「ヴァレンティーナズ・スウィート」で販売している（2007年3月現在）。なお、以前は両パークで両パークの「スウィートパーティー・コレクション」を販売していたが、現在ではそれぞれのパークでそれぞれの商品しか販売していない。